# バンコク国際貿易展示場
座標: 北緯13度40分9秒 東経100度36分36秒 / 北緯13.66917度 東経100.61000度

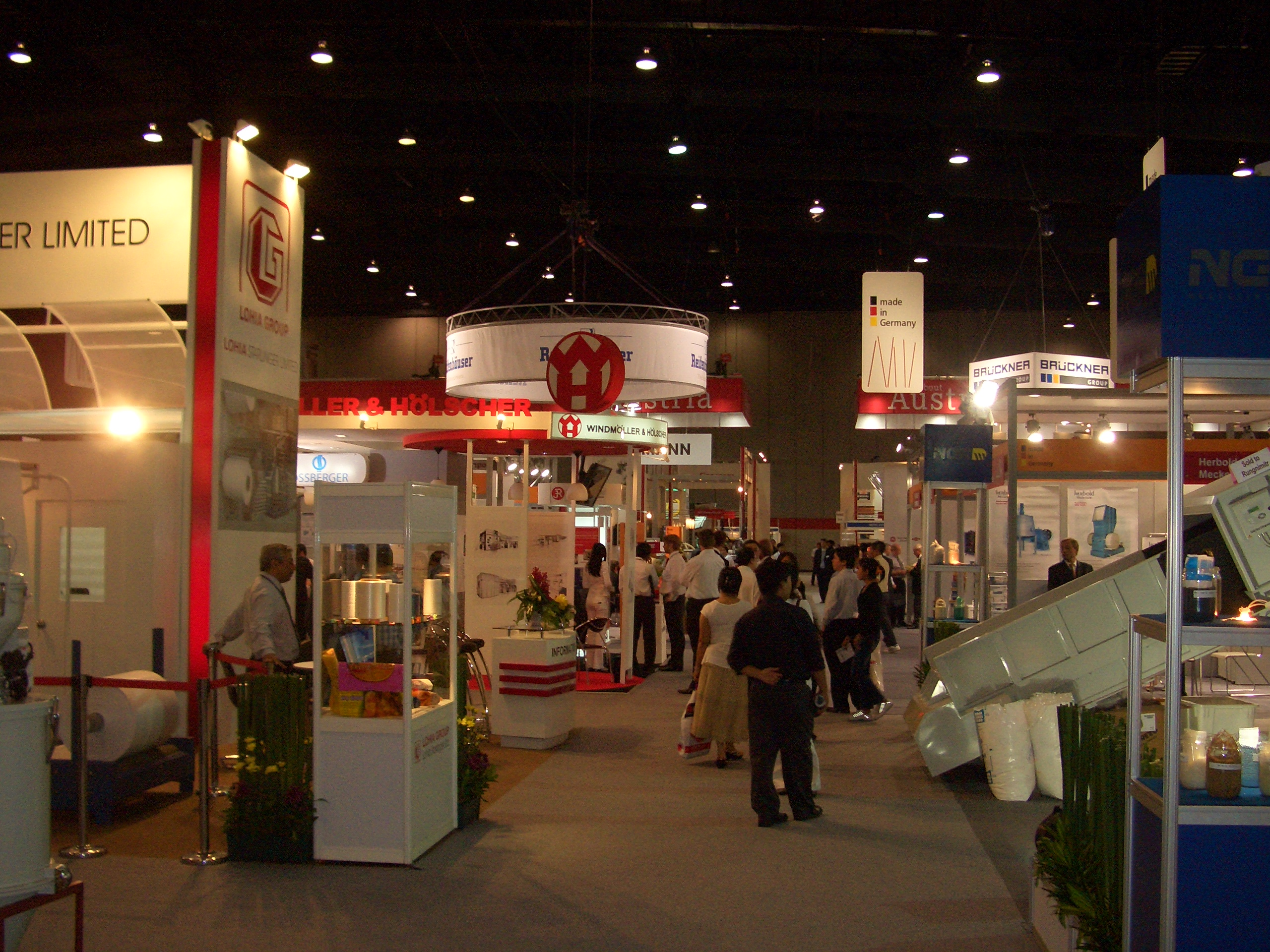
2006 タイ国際プラステック・ゴム工業見本市（TIPREX） バンコク国際貿易展示場にて

バンコク国際貿易展示場（タイ語：ศูนย์แสดงสินค้าและการประชุมนานาชาติกรุงเทพ、英語：Bangkok International Trade and Exhibition Centre、略称：BITEC（バイテック、ไบเทค））は、タイバンコクバーンナー区のコンベンションセンター。

## 沿革
展示場は1995年に最初に建設が計画され、1997年にオープンした。毎年行われるバンコク国際モーターショーの主会場でもある。

## 設備
総フロア面積50,400㎡。駐車場は屋内1,680台、屋外3,020台、総計4,700台収容可。

## 所在地
- バンコクバーンナー区のスクムウィット通りとバーンナー・トラート高速道路交差点
- スワンナプーム国際空港より車で15分。
- 最寄駅：BTSバンナー駅